# Bowen Airport
Bowen Airport är en flygplats i Australien. Den ligger i kommunen Whitsunday och delstaten Queensland, omkring 960 kilometer nordväst om delstatshuvudstaden Brisbane. Bowen Airport ligger 6 meter över havet.
Trakten är glest befolkad. Närmaste större samhälle är Bowen, nära Bowen Airport. 
Omgivningarna runt Bowen Airport är en mosaik av jordbruksmark och naturlig växtlighet. Savannklimat råder i trakten. Genomsnittlig årsnederbörd är 1 274 millimeter. Den regnigaste månaden är februari, med i genomsnitt 327 mm nederbörd, och den torraste är oktober, med 8 mm nederbörd.